# Acehština
Acehština (acehšsky Basa Acèh) je jazyk Ačehanů, národa oblasti Ačeh na severozápadě indonéského ostrova Sumatra. Menší komunity mluvčích žijí také v Malajsii. V Ačehu je jedním ze dvou oficiálních jazyků, spolu s indonéštinou.

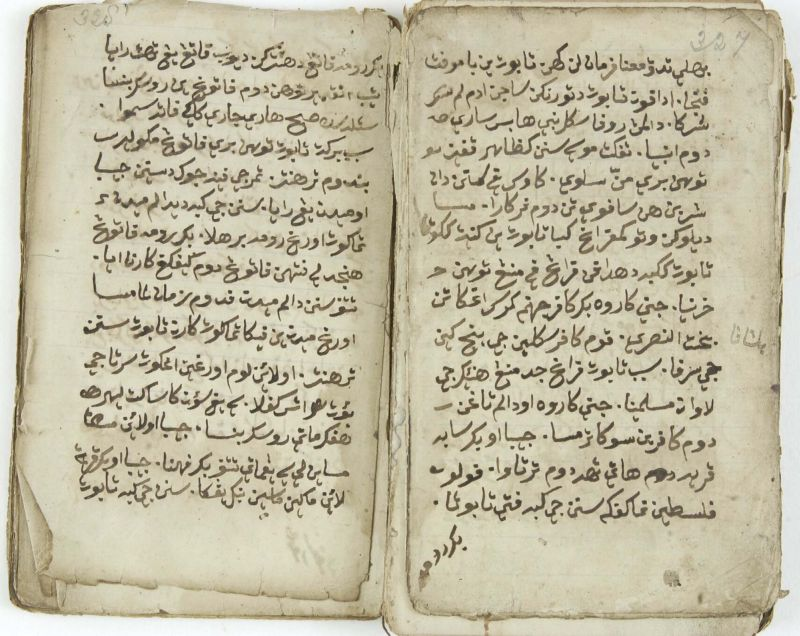
Hikayat Prang Sabi, acehšská literární památka psaná písmem jawi

Jazyk se řadí do velké jazykové rodiny austronéských jazyků, v rámci kterých se řadí do podskupiny malajsko-polynéských jazyků a čamických jazyků. Nejbližší jazyky acehštině jsou čamické jazyky, méně používané jazyky Vietnamu a Kambodži. O něco vzdáleněji příbuzná je ovšem acehština k malajštině a indonéštině.

## Zápis, literatura
Acehštině se zapisuje nejčastěji latinkou, přičemž používá i speciální znaky é, è, ë, ö a ô. Historicky se zapisovala písmem jawi, které vychází z arabského písma.
Acehština má bohatou historii písemnictví. Nejstarší acehšskou písemnou památkou je Hikayat Seumau'un z roku 1658. Většina acehšské literatury je ve formě poezie, próza bývá vydávána zřídka.
V roce 2009 byla spuštěna acehská verze Wikipedie.

## Ukázka jazyka
Článek 1 Všeobecné deklarace lidských práv v acehštině:

### Všeobecná deklarace lidských práv
| acehsky | Bandum ureuëng lahé deungön meurdéka, deungön martabat ngön hak nyang saban. Ngön akai geuseumiké, ngön até geumeurasa, bandum geutanyoë lagèë cèëdara. Hak ngön keumuliaan. |
| česky   | Všichni lidé se rodí svobodní a sobě rovní co do důstojnosti a práv. Jsou nadáni rozumem a svědomím a mají spolu jednat v duchu bratrství.                                   |